# Sangkanurip
Sangkanurip is een bestuurslaag in het regentschap Kuningan van de provincie West-Java, Indonesië. Sangkanurip telt 3857 inwoners (volkstelling 2010).